# Jesús Pampín
Jesús Pampín (Montevideo, Uruguay el 13 de agosto de 1905 - Buenos Aires, Argentina en mayo de 1988) fue un actor uruguayo
De figura pequeña, pelo cano y aspecto distinguido, representó en general a personajes de gran bonhomía y, en el cine, tuvo varios papeles de médico y de policía. Se inició en la actuación en cuadros filodramáticos en su país y en las décadas de 1940, 1950 y 1960 pasó por diversas compañías teatrales.
En cine debutó en Puerta cerrada (1939) e intervino luego en muchas películas como actor de reparto.
También actuó en televisión; con José Cibrián y Ana María Campoy en 1953 trabajó en los programas ¡Cómo te quiero Ana!, y en el titulado Teatro Universal, encabezado por la misma pareja, en obras teatrales.
En 1956 conducía el programa para niños ¡Al recreo, chicos!
Falleció en Buenos Aires, Argentina en mayo de 1988.

## Filmografía
Actor
- Los ratones      (1978)
- Las travesuras de Cepillo    (1978)
- El fantástico mundo de María Montiel    (1978)
- El gordo catástrofe    (1977)
- Furia en la isla    (1976)…Mario
- Don Carmelo Il Capo    (1976)
- Los irrompibles    (1975)
- Los chantas    (1975)
- Carmiña (Su historia de amor)     (1975) …Jardinero
- Muñequitas de medianoche    (inédita - 1974)
- Bajo el signo de la patria    (1971)
- El profesor patagónico    (1970)
- "Patapufete"  (1967)...Tio Abuelo de Pepe
- Las locas del conventillo    (1966)
- Las mujeres los prefieren tontos o Placeres conyugales  (1964)
- Venus perseguida    (1964)
- Cleopatra era Cándida    (1964)
- Obras maestras del terror    (1960) …Director del manicomio (episodio "El extraño caso del señor Valdemar")
- El bote, el río y la gente    (1960)
- Los acusados    (1960) …Dr. Garramendi
- El cerco    (inédita - 1959)
- La bestia humana    (1957) …Inspector de tren
- Los torturados    (1956)…Dr. Zabala Ortiz
- Enigma de mujer    (1956)…Padre de Felipe
- El curandero     (1955)
- Bacará    (1955)…Médico
- La simuladora    (1955)
- Ayer fue primavera    (1955)
- La cueva de Alí Babá    (1954) …Comisario
- Caídos en el infierno    (1954) …Policía
- La dama del mar    (1954)
- ¡Qué noche de casamiento!    (1953)
- Suegra último modelo    (1953)
- Fin de mes    (1953)
- La Parda Flora    (1952)
- La bestia debe morir (1952) …Inspector
- Mala gente   (1952)…Inspector
- La orquídea    (1951)
- La indeseable    (1951) …Secretario del jurado
- El extraño caso del hombre y la bestia    (1951) …Policía
- Marihuana    (1950)…Hombre en congreso
- Captura recomendada    (1950) …Vendedor en joyería
- La muerte está mintiendo    (1950)…Gregorio
- La vendedora de fantasías    (1950) …Director de orquesta
- Nacha Regules    (1950)
- Edición Extra    (1949)
- Mujeres que bailan    (1949)…Fernández
- Un tropezón cualquiera da en la vida    (1949)
- Juan Globo     (1949)
- Rodríguez, supernumerario     (1948)
- Pasaporte a Río    (1948)…Conserje 2
- Vacaciones    (1947)
- El misterio del cuarto amarillo (1947)
- Puerta cerrada (1939)

## Televisión
- El amor tiene cara de mujer     (1964) Serie